# Craig Foster
Craig Andrew Foster (né le 15 avril 1969 à Lismore en Nouvelle-Galles du Sud) est un footballeur international australien, qui évoluait au poste de milieu de terrain.

## Biographie

### Carrière en sélection
Avec l'équipe d'Australie, il dispute 29 matchs (pour 9 buts inscrits) entre 1996 et 2000. Il figure notamment dans le groupe des sélectionnés lors des Coupes d'Océanie de 1996 et de 2000.
Il a également disputé la Coupe des confédérations de 1997.

## Palmarès
Australie
- Coupe d'Océanie (2) :
  - Vainqueur : 1996 et 2000.

- Coupe des confédérations :
  - Finaliste : 1997.